# Jean de Cadurce

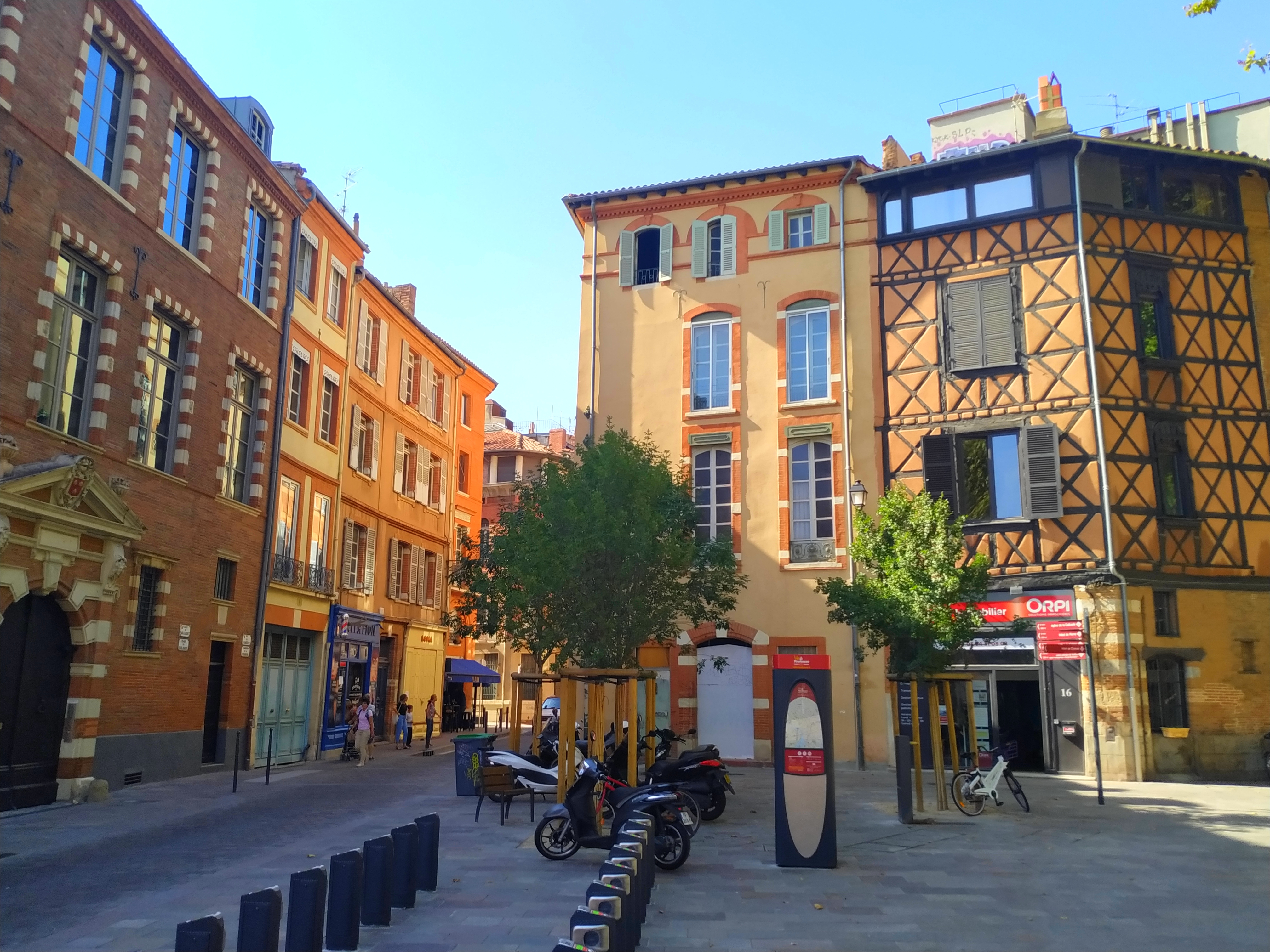
Place du Salin in Toulouse

Jean de Cadurce, (Limoux, ? - Toulouse, 1532) was een Franse rechtsgeleerde en protestantse martelaar.
De Cadurce was trad in bij de dominicanen. Hij werd advocaat en professor aan de faculteit Rechten van de Universiteit van Toulouse. De Cadurce was een geleerde die vertrouwd was met de humanistische denkers van zijn tijd en kennismaakte met de geschriften van Maarten Luther. Een van zijn studenten aan de faculteit was Michael Servet, een Spaans arts die in 1553 in Genève als ketter werd terechtgesteld. Eind 1531 was Jean de Cadurce in zijn geboortestad waar hij met gelijkgezinden schriftlezingen hield. In januari 1532 werd hij aangehouden. Voor het Parlement van Toulouse weigerde hij zijn reformatorische opvattingen af te vallen en hij vroeg een twistgesprek met katholieke geleerden. Hij werd veroordeeld als ketter en levend verbrand op de Place du Salin in Toulouse.